# コスモス・ピンクショック
『コスモス・ピンクショック』（COSMOS ピンクショック）は、1986年7月21日に発売されたOVA。

## 概要
首藤剛志がビデオマガジン『アニメビジョン』Vol.2 - Vol.4に連載していた同名のアニメ作品3話分を「第1部」として一本にまとめたもので、1話ごとの収録時間は約10分となっている。元々は3部作（全9話）の予定で連載していたが、『アニメビジョン』の廃刊により第2部以降は製作されなかった。首藤のブログで、第2部のシナリオが公開されている。
パロディ色の強い作風となっており、『宇宙戦艦ヤマト』『機動戦士ガンダム』『超時空要塞マクロス』などのSF作品のオマージュがちりばめられている。
首藤によると、川井憲次がアニメ作品に参加したのは本作が初めてとのこと。
ソフトウェアはVHS/Beta/VHDで日本ビクターより発売されたが、LD/DVD/BD等の光ディスク化は一切されていない作品の一つである。

## ストーリー
西暦2106年。太陽系の冥王星第17番基地から、離陸許可のないロケットが飛び立った。ロケットのパイロットは防衛隊の制止を振り切り、「私は、止まる訳にはいかないの!!」という言葉を残し、宇宙の彼方へと消え去ってしまった。
その後、行方知れずとなったロケットは各惑星に姿を現し、「野球チーム『タイガース』の210年振りの優勝がかかっていた試合を台無しにした」「星間戦争を終結させた」「星系軍を手玉に取った」などの噂を残しながら、ひたすら宇宙を飛び続けた。人々はその姿に恐れと憧れの念を込めて、機体の色からそのロケットを「ピンクショック号」と呼ぶようになった。

## 登場人物
速水 ミツコ（はやみ ミツコ）
本作の主人公。地球出身の17歳の少女。「ミッチー」と自称している。
4歳の頃に、恋人だったヒロシ（ヒロちゃん）をUFOに連れ去られてしまい、ヒロシを探すために地球を飛び出す。その後13年間、各惑星を転々とする中で、「"宇宙の聖域"という場所にヒロシがいる」という情報を聞き、「ピンクショック号」に乗り込み「宇宙の聖域」を目指し飛び立つ。
ギャツビー
ジュピター軍の将校。女性兵士からの人気を一身に集める美青年だが、幼少の頃に母が浮気相手と駆け落ちしたことから、女性を「自分勝手な存在」として嫌っている。
ヒロシへの愛を貫こうとするミツコの純粋さに感銘を受け、ミツコのジュピター脱出を手助けする。その後、ジュピター軍を退役し、ミツコの旅に同行する。

## キャスト
- 速水ミツコ - 佐久間レイ
- ギャツビー - 速水奨
- コンピュータ - 肝付兼太
- 艦長A - 郷里大輔
- 艦長B - 池田勝
- 女艦長 - 小宮和枝
- 司令官 - 西村知道
- 団長 - 塩屋浩三
- 副団長 - 菊池正美
- アナウンサー - 広森信吾
- 乗員 - 巻島直樹
- 女兵士1 - 入江雅子
- 女兵士2 - 星野美奈子
- 女兵士3 - 西谷康代
- ナレーター - 若本紀昭

## スタッフ
- 企画、制作 - 長谷川誠、相原義彰
- プロデューサー - 小松茂明、三浦亨
- 原作、脚本 - 首藤剛志
- キャラクターデザイン - 平野俊弘
- メカニックデザイン - 夢野レイ
- 作画監督 - 山崎理、大貫健一
- 美術監督 - 荒井和宏
- 音響監督 - 藤野貞義
- 音響制作 - 千田啓子
- 効果 - 庄司雅弘
- 演出 - 長谷川康雄、まつもとけいすけ
- 音楽 - 川井憲次
- 音楽製作 - ビクター音楽産業
- アニメーション制作協力 - AIC
- 制作 - 日本ビクター、MTV

## 主題歌・挿入歌
主題歌「ボーイの神話」、挿入歌「コックピットをのぞかないで」
作詞 - 岩里祐穂 / 作曲 - 白井良明 / 編曲 - 川井憲次 / 歌 - 田中真弓、坂本千夏
挿入歌「アンドロメダおろし」
作詞 - 首藤剛志 / 作曲、編曲 - 川井憲次 / 歌 - ハリコノ虎軍団